# Lobelia floridana
Lobelia floridana là loài thực vật có hoa trong họ Hoa chuông. Loài này được Chapm. mô tả khoa học đầu tiên năm 1878.